# Тимоктен
Тимоктен (араб. تيمقتن‎) — город и коммуна на юге Алжира, в вилайете Адрар. Входит в состав округа Аулеф.

## Географическое положение

Коммуна Тимоктен

Город находится в восточной части вилайета, на территории одного из оазисов центральной Сахары, на расстоянии приблизительно 1090 километров к юго-юго-западу от столицы страны Алжира. Абсолютная высота — 303 метра над уровнем моря.

Коммуна Тимоктен граничит с коммунами Аугрут, Таментит, Фенугиль, Тамест, Завиет-Кунта, Ин-Згмир, Сали, Аулеф, Тит и Ин-Гар (вилайет Таманрассет). Её площадь составляет 17 880 км².

## Климат
Климат города характеризуется как аридный (BWh в классификации климатов Кёппена). Осадки в течение года практически отсутствуют.

## Население
По данным официальной переписи 2008 года численность населения коммуны составляла 18 598 человек. Доля мужского населения составляла 51,75 %, женского — соответственно 48,25 %. Уровень грамотности населения составлял 79,4 %. Уровень грамотности среди мужчин составлял 90,7 %, среди женщин — 67,2 %. 7,8 % жителей Тимоктена имели высшее образование, 17,1 % — среднее образование.